# Schilgen (Unternehmen)
Die J. Schilgen GmbH & Co. KG war eine deutsche mechanische Weberei mit Sitz in Emsdetten (Nordrhein-Westfalen), die Anfang 2013 von der Setex Gruppe übernommen und in die Setex-Textil-GmbH überführt wurde. 
Das Industrieunternehmen, bis zur fünften Generation familiengeführt, war spezialisiert auf die Herstellung von Technischen Geweben. Es wurde 1873 als Handwerksbetrieb gegründet und entwickelte sich seitdem von einer Jutespinnerei und Weberei zum heutigen Spezialhersteller für individuelle technische Gewebe aus Chemiefasern und teils aus Naturfasern. Ende des 20. Jahrhunderts/Anfang des 21. Jahrhunderts war es das letzte Unternehmen in Europa, das Jute noch in großen Mengen verarbeitete. Schilgen war Marktführer in der Herstellung von Breitgeweben und einziger Produzent von sehr großen Breiten.

## Geschichte
Wie viele ähnliche Unternehmen in den 1870er-Jahren entlang der damals neuen Bahnlinie zu den Überseehäfen an der Nordseeküste, wurde die Jutespinnerei und Naturfaser-Weberei Schilgen im neu erschlossenen „Hinterland“ der Hafenstädte an der Nordseeküste gegründet. Deren Überseehäfen sorgten für den Rohstoffimport von Jute und boten gleichzeitig zusätzliche Absatzmärkte wie z. B. Segelmachereien und Sackhersteller bis hin zu Exportmöglichkeiten. Emsdetten wurde zur Textilstadt und zum Zentrum der deutschen Jute- und Leinen-Weberei.
Die ab 1830 bei der Verarbeitung von Baumwolle begonnene Mechanisierung der Textilproduktion setzte ab 1880 auch bei Jute ein. Der Einsatz von Spinnmaschinen und mechanischen Webstühlen sowie die fortlaufende Weiterentwicklung derselben ließen auch Schilgen expandieren. Durch die zunehmende eigene Industrialisierung der Herkunftsländer von Jute verschob sich das Hauptgeschäft immer weiter auf höherwertige Textilien. Darüber hinaus dominierten und dominieren Hersteller und Anbieter aus Asien den Weltmarkt. Von einst rund 50 Textilherstellern in Emsdetten sind heute noch vier Betriebe vor Ort. 

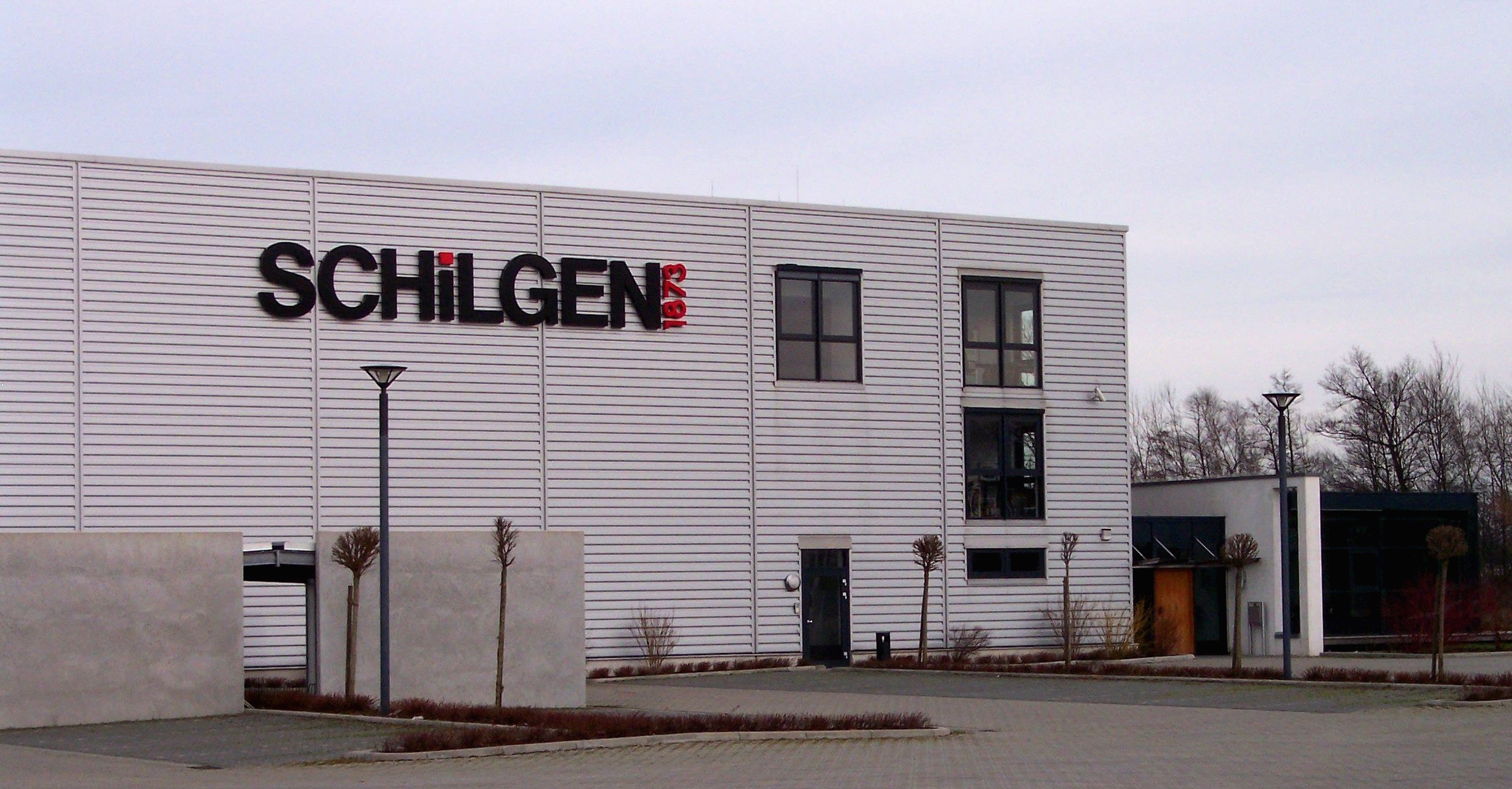
Unternehmenssitz in Emsdetten

Als die vierte Generation in den Familienbetrieb eintrat, war das Unternehmen bei klassischen Textilien nicht mehr wettbewerbsfähig. Es herrschte Krisenstimmung in der Textilindustrie.
Durch die Produktion von damals für einige Jahre in Mode gekommenen Textiltapeten wurde das Unternehmen gerettet, gleichzeitig experimentierte es erfolgreich mit Technischen Textilien aus Kunst- und Naturstoffen für sehr unterschiedliche Anwendungen.
Danach hatte das mittelständische Unternehmen mit der Herstellung von speziellen Technischen Geweben eine Marktnische gefunden und ausgebaut. Die Juteweberei wurde schließlich 2006 endgültig eingestellt. Die J. Schilgen GmbH & Co. KG stellte anschließend Industrietextilien und Breitgewebe für unterschiedlichste Verwendungszwecke her. Unter anderem war Schilgen führender Hersteller von Stoffen in sehr großen Breiten von maximal 5,40 m.
Mit Wirkung ab dem 1. Januar 2013, und damit 140 Jahre nach Unternehmensgründung, übernahm die Setex Gruppe die Geschäftsaktivitäten der Firma Schilgen als Marke „Schilgen Technische Gewebe“. Die Produktion ist mit der ebenfalls zur Setex-Gruppe gehörigen Anton Cramer GmbH & Co. KG unter dem Namen Setex-Textil-GmbH in Greven zusammengefasst worden.

## Spezialgewebe für Kunstprojekte
Bekanntester Kunde ist das Künstlerpaar Christo und Jeanne-Claude, welches jeweils mit Spezialgeweben des Unternehmens Schilgen 1995 den Reichstag verhüllte, 1998 in der Schweiz das Projekt „Wrapped Trees“ umsetzte und im Februar 2005 im Central Park von New York die Installation „The Gates“ nach 26 Jahren Planung verwirklichte.
Es wurden für diese Projekte von Schilgen jeweils ca. 100.000 m² Gewebe auf einer einzelnen Spezialwebmaschine hergestellt.

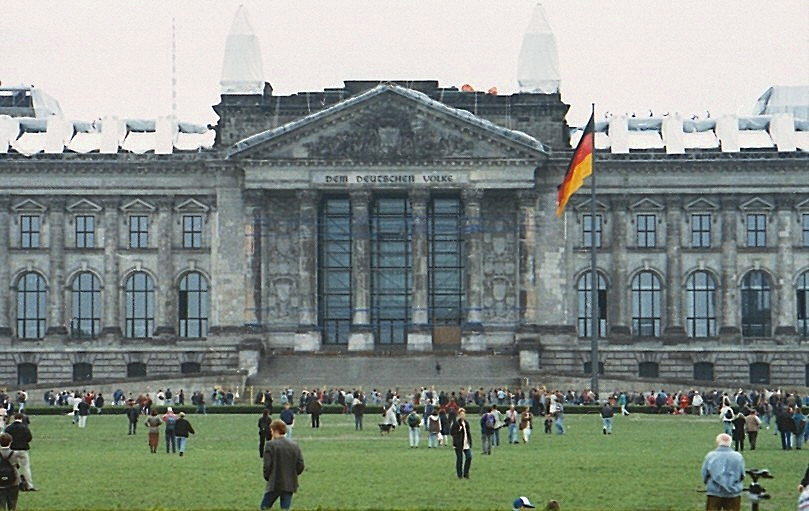
Verhüllung des Reichstags in Berlin (Beginn)
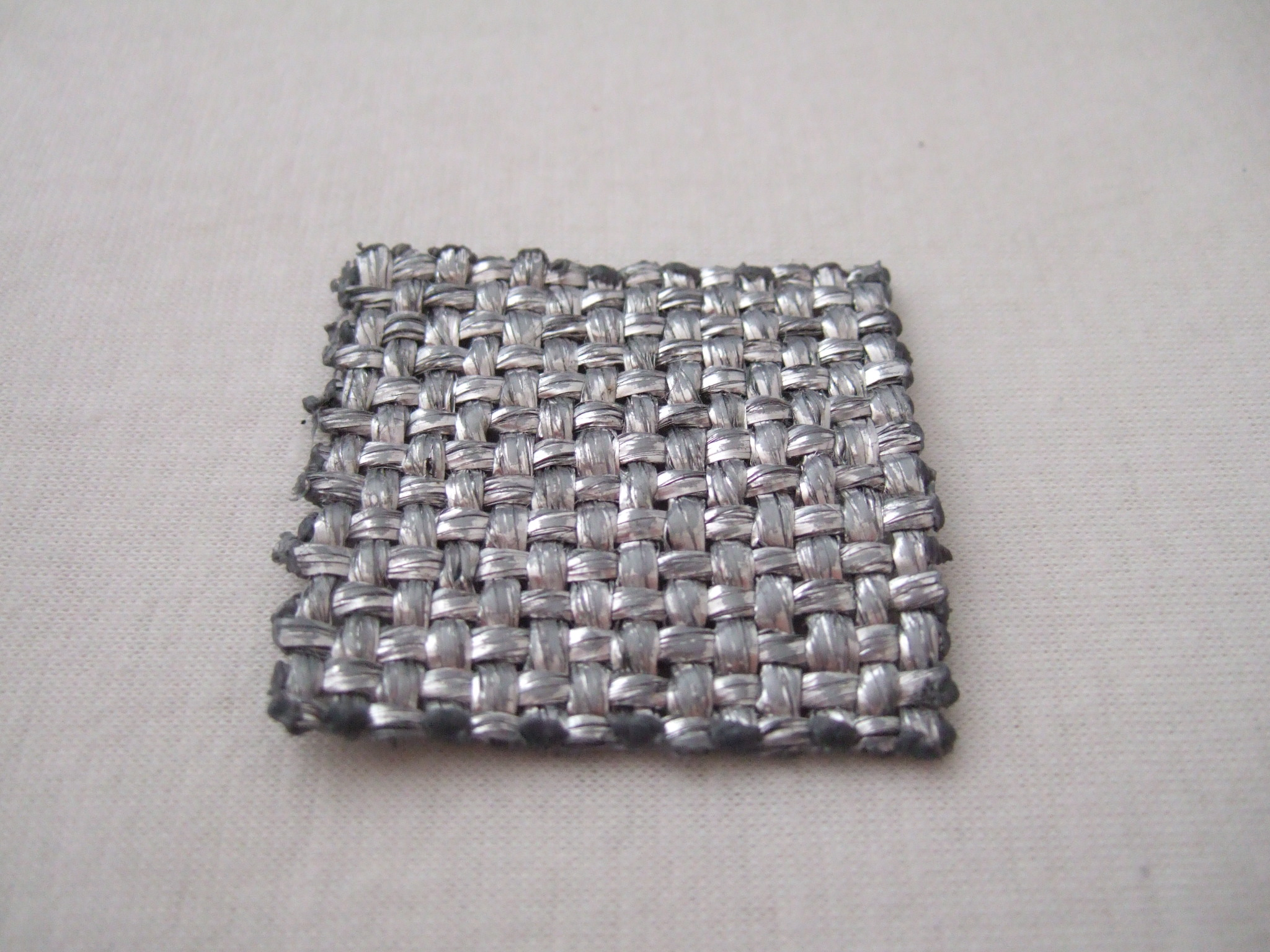
Gewebemuster – Reichstagverhüllung
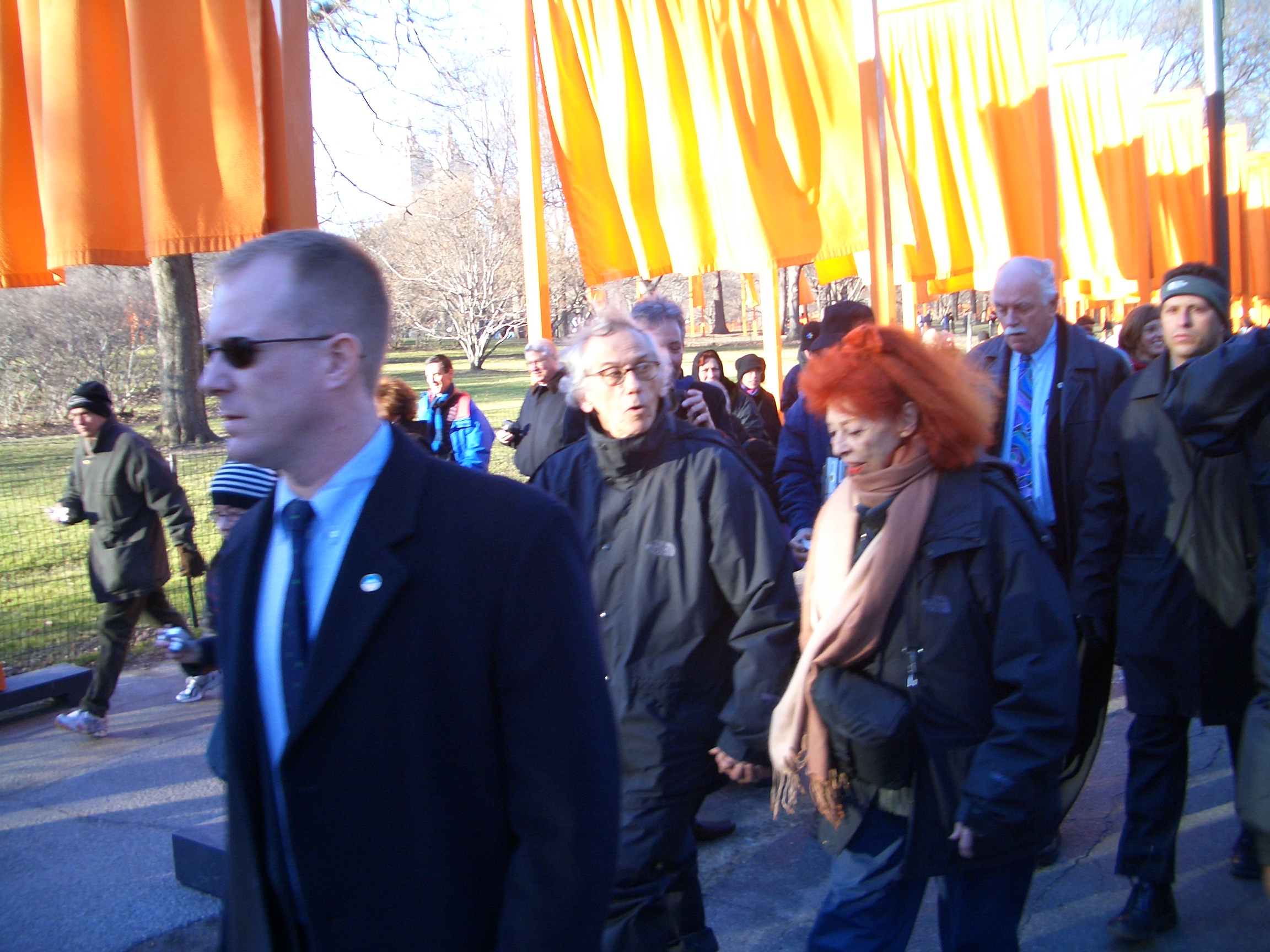
Installation „The Gates“ im Central Park, New York
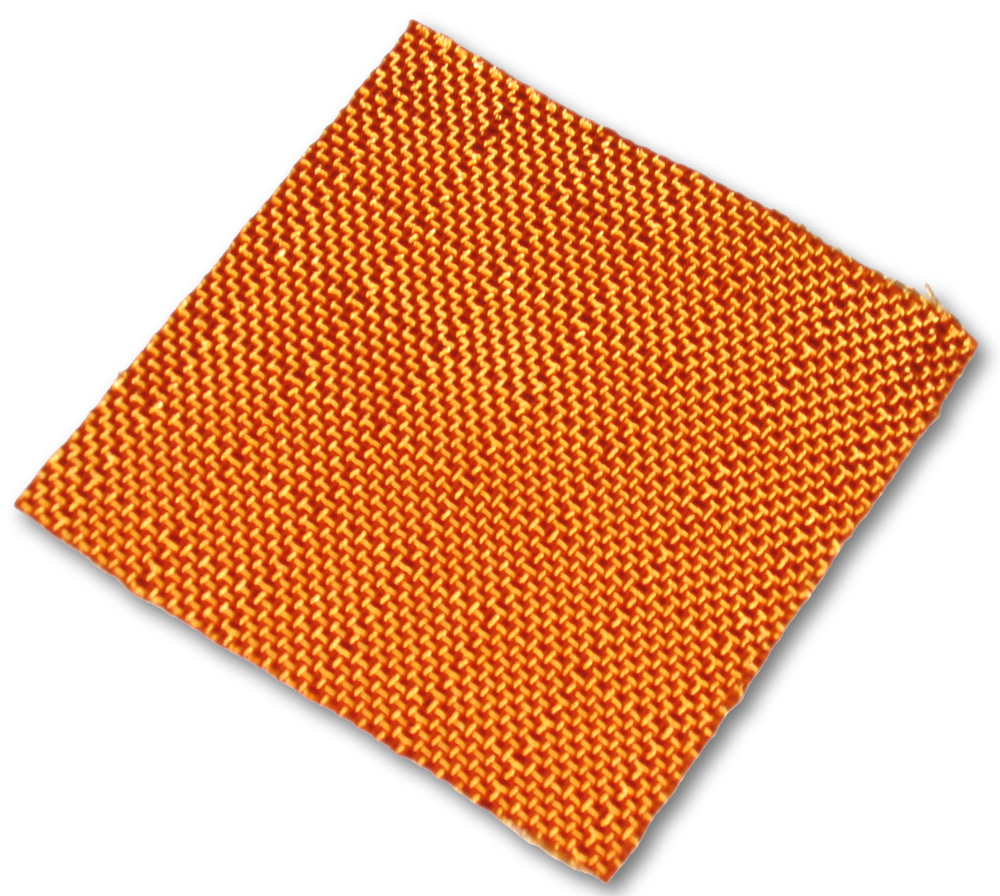
Gewebemuster – Installation „The Gates“